# Gustaf Malmström (militär)
Nils Gustaf Malmström, född den 20 augusti 1923 i Lunds stadsförsamling, Malmöhus län, död den 14 januari 1985 i Vombs församling, Malmöhus län, var en svensk militär.

## Biografi
Malmström avlade officersexamen vid Krigsskolan 1945 och utnämndes samma år till fänrik i armén, varefter han 1956 befordrades till ryttmästare vid Livregementets husarer. År 1960 befordrades han till kapten i Generalstabskåren och tjänstgjorde 1960–1963 vid Arméstaben. Han befordrades 1963 till major och var 1963–1964 utbildningsofficer vid Livregementets husarer. År 1964 inträdde han åter i Generalstabskåren, varefter han var stabschef vid staben i VII. militärområdet 1964–1966. Han befordrades 1966 till överstelöjtnant och tjänstgjorde 1966–1967 vid Gotlands militärkommando (VII. militärområdet som just bytt namn och nu ingick i Östra militärområdet). Åren 1967–1974 var han sekundchef vid Livregementets husarer och 1975–1976 regementschef, befordrad till överste 1975. Han var befälhavare för Kalix försvarsområde 1976–1980. År 1980 befordrades han till överste av första graden och var chef för Hallands regemente samt befälhavare för Hallands försvarsområde 1980–1983. Malmström är begraven på Vombs kyrkogård.